# Episothalma macruraria
Episothalma macruraria är en fjärilsart som beskrevs av Walker 1863. Episothalma macruraria ingår i släktet Episothalma och familjen mätare. Inga underarter finns listade i Catalogue of Life.